# Badia Morronese
La badia Morronese è l'abbazia di Santo Spirito al Morrone, nota anche come abbazia Morronese o Celestiniana, sorge presso l'omonima frazione Badia a circa 5 km dalla cittadina abruzzese di Sulmona.
Il complesso architettonico, di dimensioni notevoli (119 m x 140 m circa) e circondato da torri a base quadrata, è costituito da una monumentale chiesa settecentesca e da un imponente monastero articolato intorno a tre cortili maggiori e due minori, racchiusi da una cinta muraria; nel fronte vi è un solo ingresso di 3,30 m di larghezza, di architettura palladiana. Nel 1902 fu dichiarata monumento nazionale. Dal dicembre 2014 il Ministero per i beni e le attività culturali la gestisce tramite il Polo museale dell'Abruzzo, nel dicembre 2019 divenuto Direzione regionale Musei.

## Storia
L'abbazia sorse nella metà del XIII secolo (consacrata nel 1267-68) alle pendici del Monte Morrone, per volere del frate Pietro da Morrone (presente nel territorio peligno sin dal 1234), in eremitaggio presso il sovrastante eremo di Sant'Onofrio al Morrone. L'abbazia, eretta sopra la cappella votiva di Santa Maria del Morrone, fu intitolata a Santo Spirito, e divenne la sede della Congrega dei Padri Celestini. Nel 1293 divenne sede dell'Abate Generale dell'Ordine, fondato da frate Pietro, l'anno successivo venne visitata dalla schiera di re Carlo II d'Angiò, venuto a prelevare Pietro del Morrone per l'incoronazione a pontefice presso la Basilica di Santa Maria di Collemaggio.

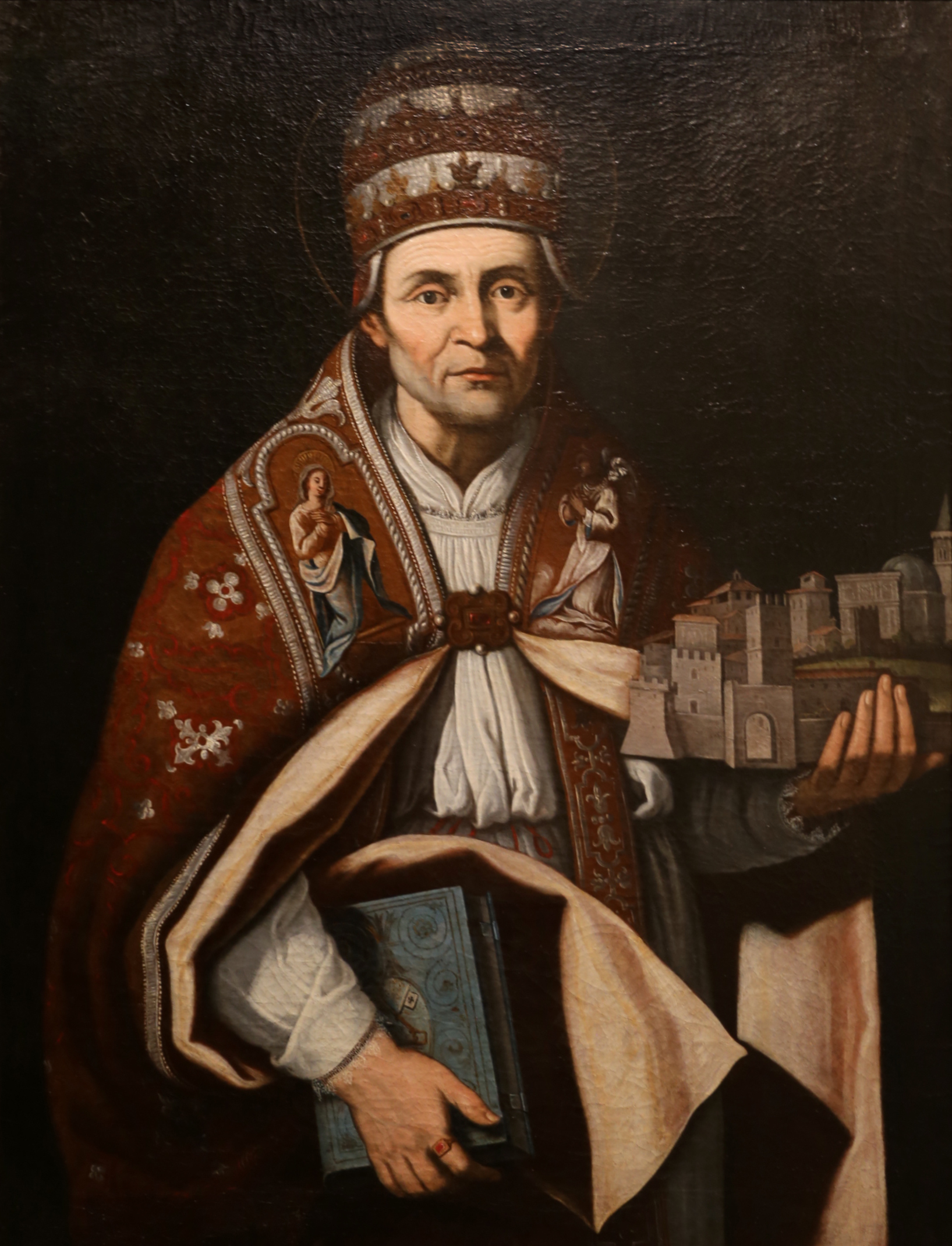
Pietro Celestino, il fondatore dell'abbazia

L'abbazia con il favore papale, legata alla Regola di San Benedetto, godette di vari benefici, nel XVI secolo fu ampliata nello stile barocco, nel 1596 fu completato il campanile a torre con la cuspide, simile alla torre del complesso monastico della Santissima Annunziata dentro Sulmona. Il monastero si arricchì con suddetti "portali del feudo", ancora presenti davanti all'ingresso principale, che permettevano l'accesso alle vaste tenute terriere, vennero rinnovati inoltre l'oratorio, il refettorio, il cortile e la sala Capitolare.
Il terremoto della Maiella del 1706 danneggiò gravemente l'abbazia, come molti altri monumenti del circondario Peligno, sicché furono necessari nuovi interventi, che trasformarono completamente l'antica abbazia, eccettuata la parte absidale, con il ciclo di affreschi quattrocentesco. Nel 1730 si possono dire completati i lavori, con il coronamento della facciata concava sormontata da un timpano monumentale con orologio. Con le leggi napoleoniche del 1809, l'abbazia fu tolta ai Celestini, un ordine derivante dai Benedettini, divenne Ospizio, poi Real Casa dei Mendici dei Tre Abruzzi, sino a quando nel 1868 divenne un carcere penale, rimasto attivo sino al 1993. Si hanno numerosi ricordi tristi di guerra.

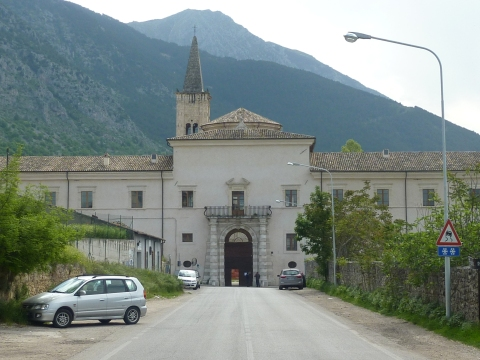
Ingresso al monastero

Terminata la funzione del carcere, l'abbazia è rimasta abbandonata sino al 1997, quando venne acquistata dalla Soprintendenza per i Beni Culturali dell'Abruzzo, e profondamente restaurata, eliminando ad esempio le casermette militari situate nel cortile del monastero. I restauri sono continuati anche nel periodo 2014-18, quando l'abbazia è divenuta possesso del Polo Museale d'Abruzzo, e nuova sede del Parco Nazionale della Maiella.

## Interno

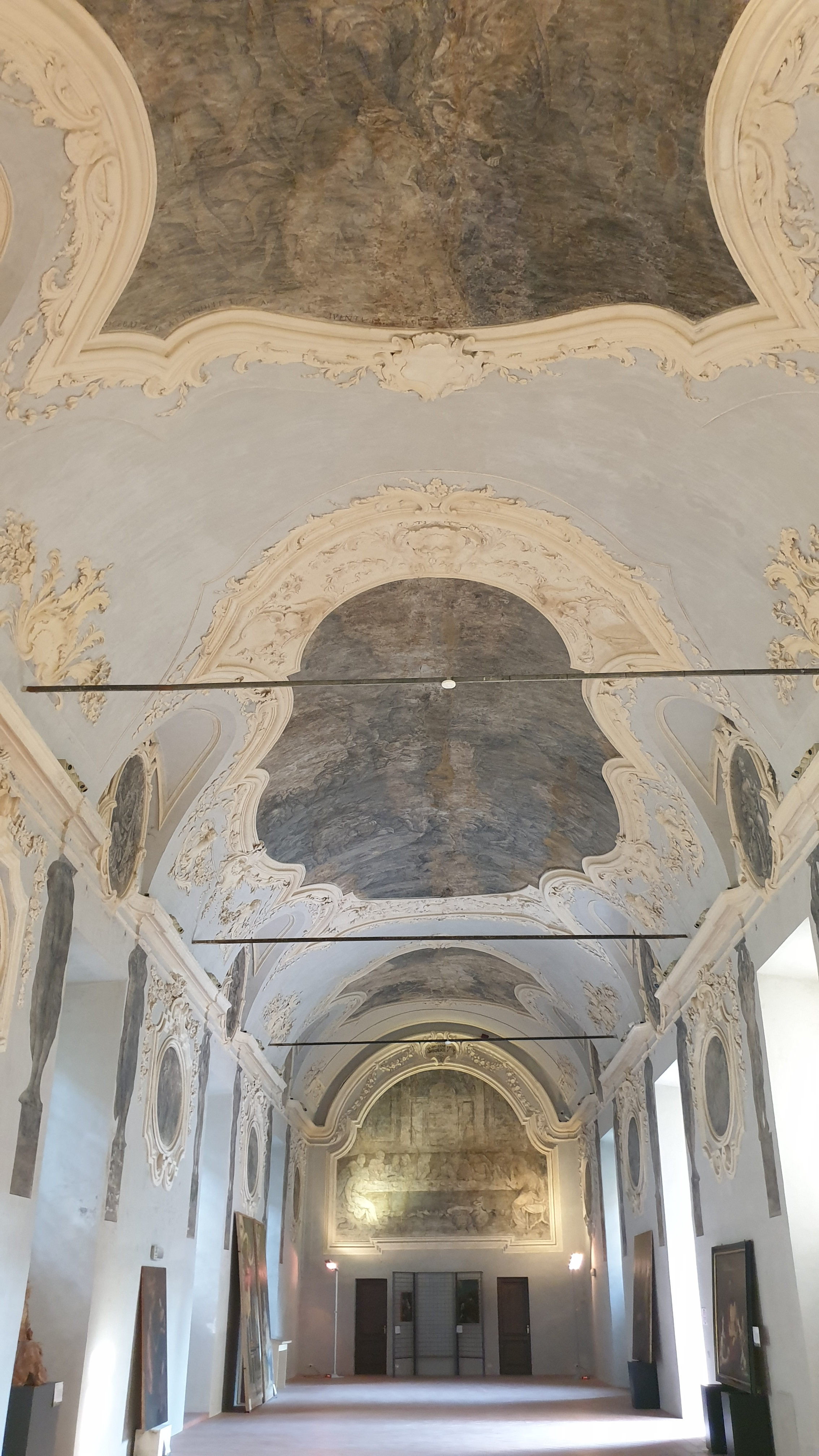
Aula interna

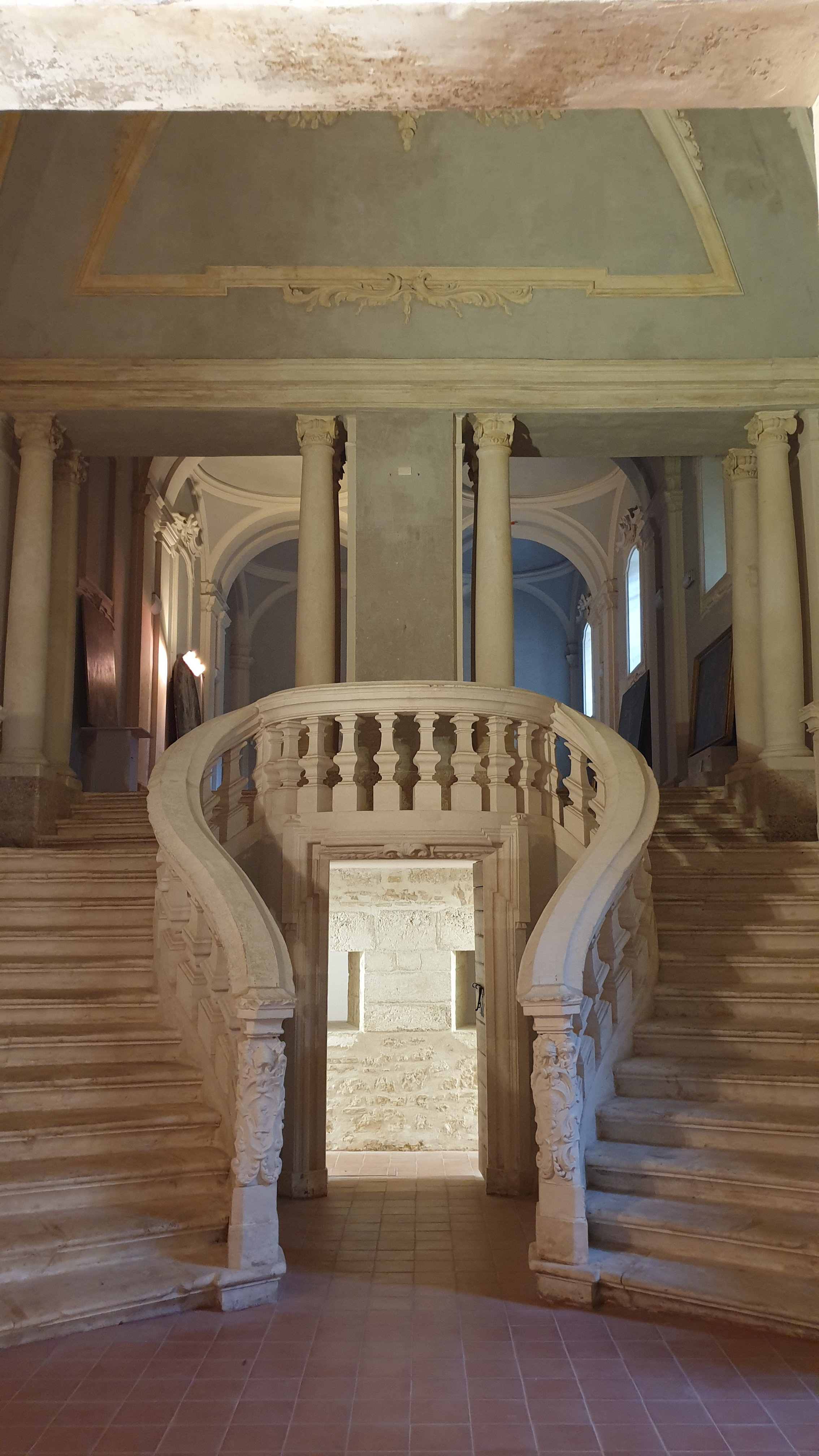
Scalone monumentale a doppia rampa

L'abbazia mostra di interesse, appena entrarti, il refettorio, con doppio ingresso preceduto da scalinate gemelle ad andamento curvilineo, coperto da volta a botte lunettata, decorato da pitture murali monocrome del periodo 1717-19, opera del frate oblato Martinez, entro ricche cornici in stucco, con scene classiche tratte dal Vecchio e Nuovo Testamento: le Nozze di Cana, le Storie della vita di San Pietro Celestino, le Virtù Cardinali e Teologali, e sulla parete di fondo in posizione centrale la scena dell'Ultima Cena.

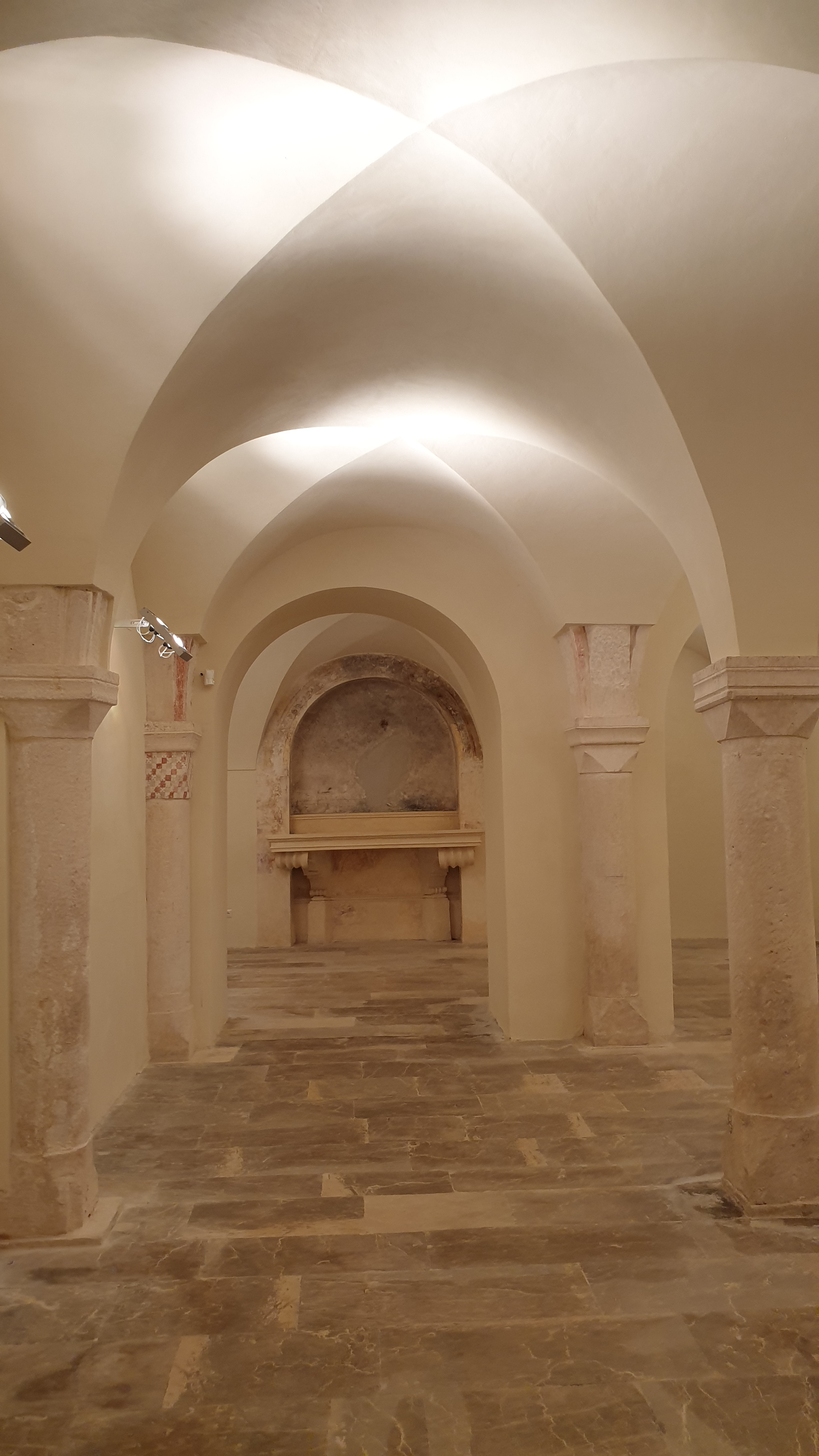
Cripta della Badia

Lo scalone monumentale conduce al piano superiore, dove si trovava la biblioteca, raccolta oggi nella Biblioteca civico "Publio Ovidio Nasone" di Sulmona, che era divisa in tre navate con pilastri a colonne binate, che sostengono volte a botte e cupolate; si conservano anche gli arredi lignei originali della farmacia. Nella sezione medievale del Polo Museale dell'Annunziata, tra le diverse opere provenienti dall'abbazia sono pertinenti agli spazi del monastero le tre tele con ritratti di abati dell'ordine, che si sono avvicendati dalla fondazione di Pietro Angelerio, e poi una coppia di stalli lignei in noce intagliato, e lo scanno centrale rialzato, dotato di braccioli con sfingi.

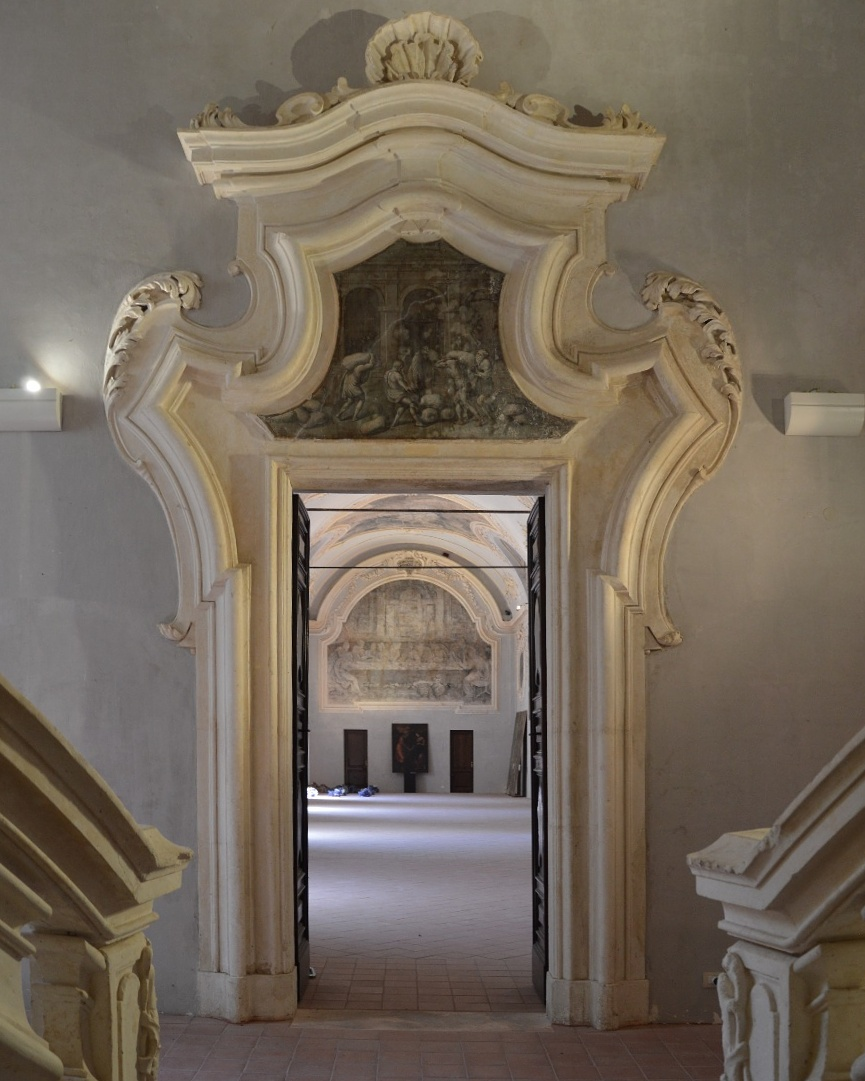
Il refettorio visto dalla doppia scala gemella

All'interno della chiesa vera e propria, a navata unica con volta a botte, sono presenti due altari, uno a destra dedicato a San Benedetto, l'altro di sinistra dedicato a San Pietro Celestino, ornati da marmi policromi ambedue. Nell'abside è posizionato il coro a due ordini di stalli, in noce, e intagliati; tradizionalmente attribuito al pescolano Ferdinando Mosca, di recente è stato attribuito a Mastro Marchione di Pacentro, che nel 1722 stipulò un contratto con l'abate. Al centro vi si trova la tela settecentesca della Discesa dello Spirito Santo, opera di scuola napoletana, nella controfacciata si trova la cantoria monumentale con l'organo poggiante su quattro pilastri, opera di Giovan Battista Del Frate (1681), dorato da Francesco Caldarella di Santo Stefano; la cantoria presenta un parapetto curvilineo con bassorilievi che riproducono motivi vegetali e fiori, al centro si trova la balaustra, all'interno un ovale con lo stemma dell'Ordine, più altri ovali minori con le immagini degli abati più importanti.

### Cappella Caldora e cripta medievale

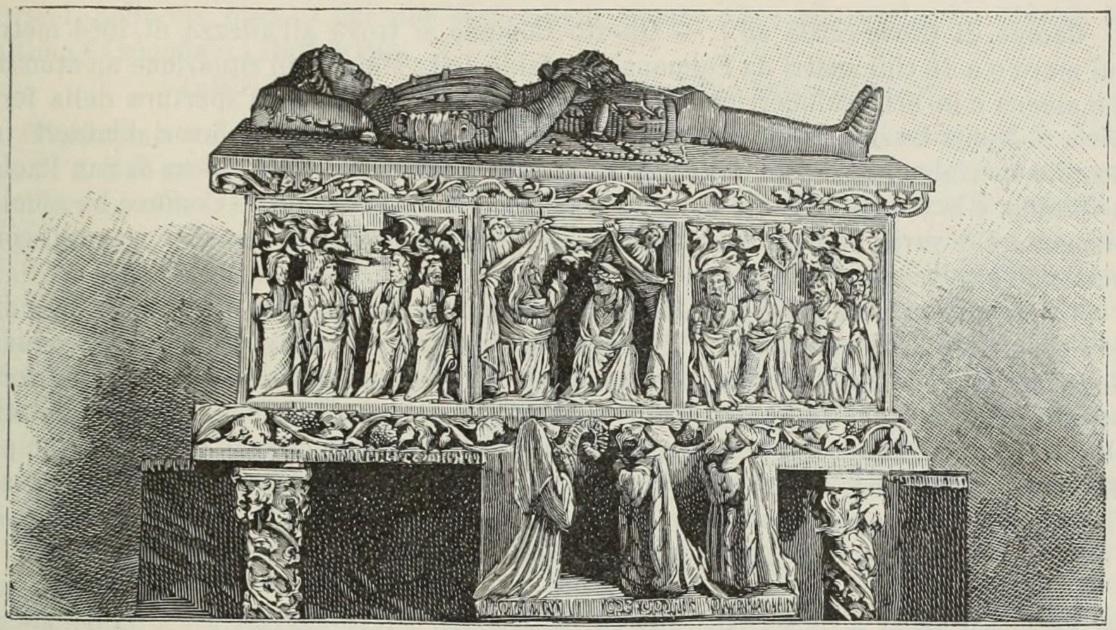
Monumento funebre a Restaino Caldora, opera dello scultore tedesco Gualtiero d'Alemagna del 1412

L'abside custodisce un notevole coro in legno anch'esso di epoca barocca, di autore sconosciuto mentre, a sinistra del presbiterio vi è la cappella dedicata ad una nobile e potente famiglia abruzzese, la cappella Caldora, sotto una delle cui arcate vi è il sarcofago di Restaino Caldora, opera di Gualtiero d'Alemagna (1412).
Gualtiero fu autore anche del Mausoleo a Pietro Lalle Camponeschi, presso la chiesa di San Biagio d'Amiterno all'Aquila, e un altro monumento presso la chiesa di San Domenico all'Aquila, perduto con il terremoto del 1703, voluto nel 1415 da Maurizia Camponeschi in memoria del coniuge Gaglioffi. Il sepolcro Caldora ha varie affinità con quello aquilano, il maestro sembra muoversi sulla scena internazionale dei grandi cantieri delle corti europee. Nell'eseguire i sepolcri, l'artista si rifà ai monumenti funebri del Duomo di Milano e del Duomo di Orvieto, nonché alle tombe dei reali d'Angiò a San Domenico Maggiore di Napoli; per i caratteri stilistici dei personaggi, la presenza delle decorazioni sulle cornici e le colonne, indicano la volontà dell'autore di riempire tutti gli spazi possibili, quasi in una manifestazione palese di horror vacui, la volontà di rendere le figure plastiche, alimentando il ritmo del gioco di luci e ombre.
Sulla parete di fondo sono da segnalare gli affreschi quattrocenteschi di Giovanni da Sulmona su commissione di Rita Cantelmo (Battesimo di Gesù, Ingresso a Gerusalemme, Gesù caricato della croce e Crocifissione). Tuttavia sulla esatta identità dell'autore di questi affreschi c'è un dibattito tra i critica, e c'è chi lo inquadra come un anonimo, definito "Maestro della Cappella Caldora", il quale avrebbe operato al cantiere degli affreschi di San Silvestro all'Aquila.
Sotto il presbiterio della chiesa abbaziale, si trova la cripta medievale a pianta irregolare, con volte a crociera, sostenute da colonne sormontate da originali capitelli decorati e motivi geometrici; in un piccolo ambiente lungo la parete corre un sedile di pietra da cui partono sette colonnine, che si raccordano al centro della cupola. In una nicchia si conserva un dipinto del XIV secolo ritraente San Pietro Celestino che dispensa la regola.

## Esterno

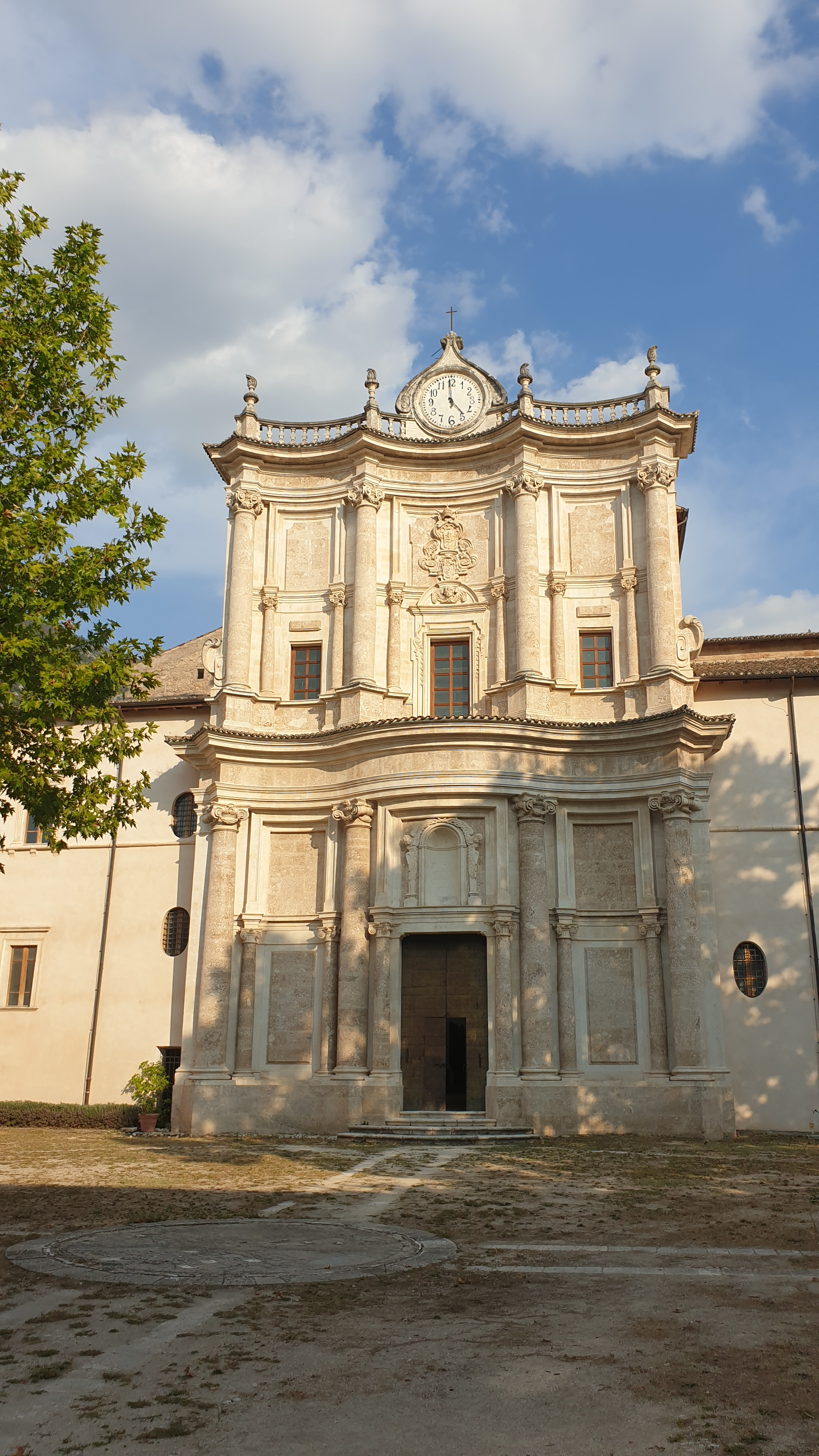
Facciata barocca

L'abbazia è strutturata in cinque grandi cortili, situati dentro il perimetro murario a pianta quadrangolare, con quattro torrioni quadrati posti agli angoli, riadattati nel XIX secolo per fungere la funzione di posti di sentinella del carcere. Si accede da un grande portale dalla strada in bugnato, e ci si trova davanti al cortile maggiore, dove si staglia la facciata concava dell'abbazia, mentre un secondo grande cortile è posto dalla parte opposta. Questi cortili conservano tracce del chiostro medievale: il cortile maggiore "dei Platani" permette l'ingresso, la facciata è in stile borrominiano (somiglia a quella di San Carlo alle Quattro Fontane), rifatta dopo il terremoto del 1706, e completata una trentina d'anni dopo, quattro portali in stile michelangiolesco, introducono agli scaloni monumentali.

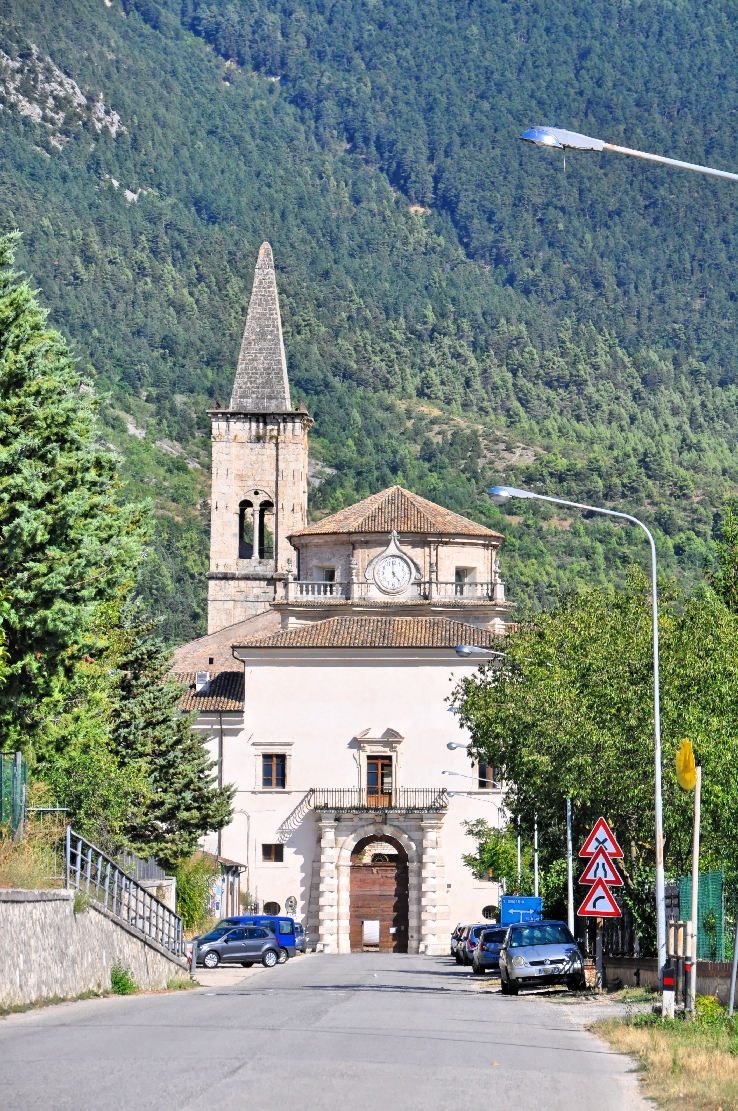
Veduta dell'ingresso: il campanile, la cupola e l'orologio del timpano di facciata

Il Cortile dei Nobili è a pianta rettangolare, circondato da un porticato con le volte e pareti decorate a stucco; il piano superiore è ornato da coppie di paraste che sostengono le finestre, con frontone di pietra; il campanile turrito a tre ordini, con finestre bifore per lato e cuspide piramidale, fu commissionato dall'abate Donato di Taranto nel 1596. I portali del Feudo si trovano in posizione diagonale, e simmetrica di fronte all'ingresso maggiore nelle mura, risalgono al XVIII secolo e hanno sia piedritti che l'arco a tutto sesto, rivestiti da bugne a punta di diamante, mentre al centro del fastigio, chiuso da volute laterali, è posto lo stemma della Congregazione dei Celestini: una croce intrecciata alla lettera "S" (iniziale Spiritus).
Il portale della facciata è opera di Catterino di Rainaldi di Pescocostanzo, è a tutto sesto, inquadrato da una mostra trapezoidale a filari di pietra lisci, e bocciardati, e affiancato da due piloni composti da rocchi cilindrici e parallelepipedi, i cui capitelli fungono da mensole del balcone sovrastante, dove si affaccia una finestra rettangolare con la cornice modanata, e timpano curvilineo spezzati. L'atrio è decorato da una finta prospettiva con ritratti dei sovrani Partenopei, affrescati a monocromomo nel XVIII secolo, dal monaco Joseph-Martinez Cinto.

## Le opere antiche appartenenti all'abbazia
La ricchezza decorativa dell'abbazia è andata persa con le spoliazioni avvenute nel 1868, nonché anni prima col passaggio dei francesi. In un atto notarile del 1894 sulla base dell'inventario compilato dall'archeologo locale Antonio De Nino nel 1890 erano segnalate moltissime opere di proprietà del Comune, o distribuite nelle chiese di Sulmona: erano segnalate due tele del XVII secolo del Battesimo di Cristo e del Noli me tangere collocate nella chiesa di Santa Maria della Tomba, due confessionali in legno spostati nella chiesa di San Francesco della Scarpa.
Il gruppo dei beni esposti nel Museo Civico della Santissima Annunziata di Sulmona, è da ricordare per gli stalli lignei del 1598, con impianto strutturale sobrio, arricchiti da intagli e motivi classicheggianti e vegetali, degli oli su tela di San Benedetto di Anthon Raphael Mengs del 1758, poi Apoteosi di San Pietro Celestino di Giovanni Conca del 1750 e Santa Caterina - Santa Lucia di Giuseppe Simonelli. Nell'opera di Mengs, l'artista esprime il suo ideale di classica compostezza, e rappresenta un saldo legame dell'Abruzzo con Roma agli inizi del Settecento, nella tela di San Pietro Celestino le figure appaiono immerse in un'atmosfera luminosa, l'opera si caratterizza per la preferenza accordata ad una gamma di colori brillanti ed eleganti soluzioni formali. L'opera di Santa Caterina e Santa Lucia è di autore ignoto, che si ispira al giordanismo, con richiami a Giuseppe Simonelli.